# 派恩阿克-诺特多普
派恩阿克-诺特多普（荷蘭語：Pijnacker-Nootdorp，荷蘭語：[ˈpɛi̯nʔɑkər ˈnoːtdɔrp] ⓘ），又译派纳克-诺特多普，是荷兰南荷兰省的一个市镇，属于兰斯台德。辖区38.60 km² (其中0.95 km²为水面)。该市镇于2002年由原市镇派恩阿克（Pijnacker）与诺特多普（Nootdorp）合并而成。